# Triunfo de San Rafael (Córdoba)

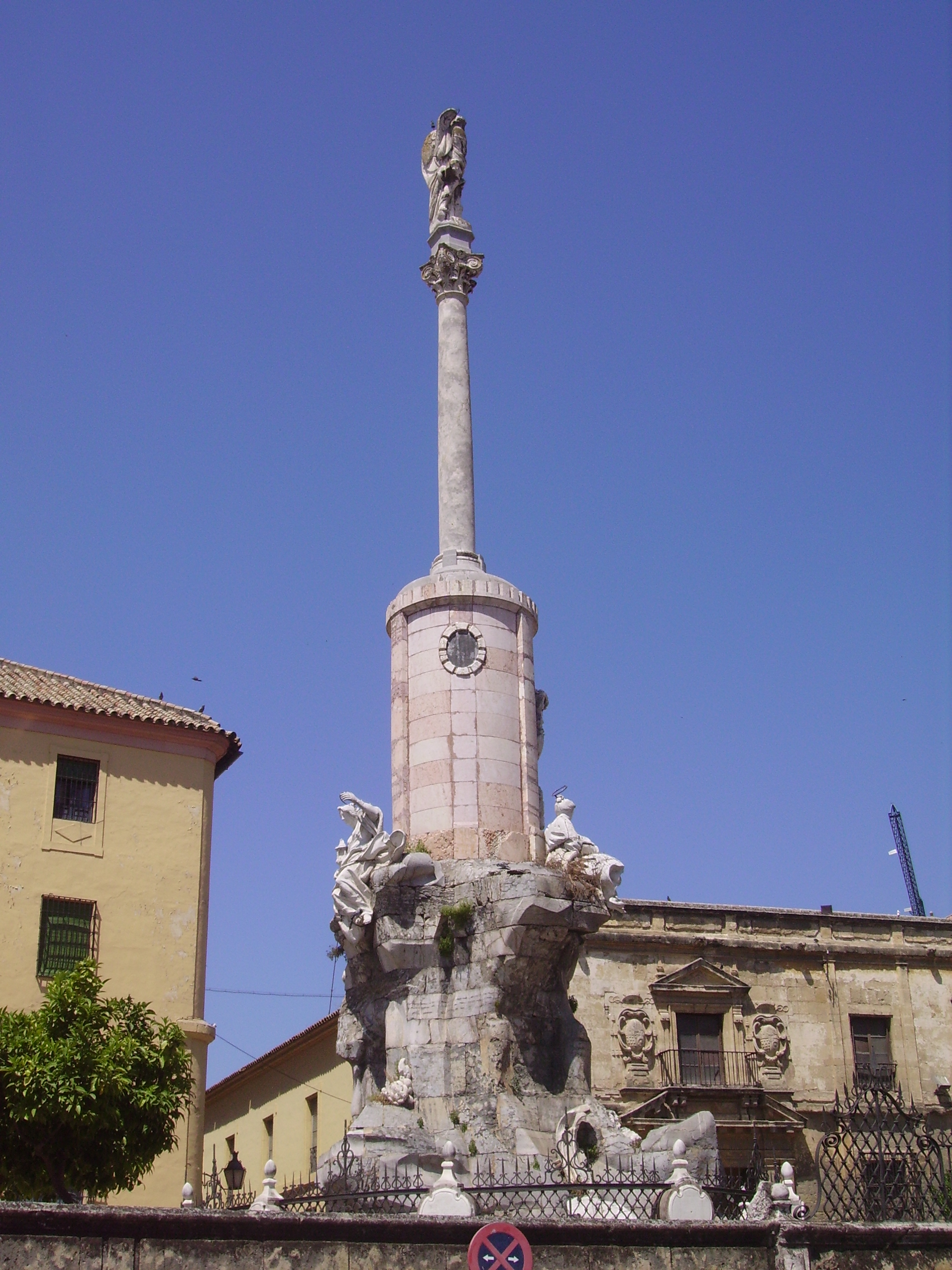
Triunfo de San Rafael de la Puerta del Puente.

El Triunfo de San Rafael es una tipología de monumento típicamente cordobesa que se remonta al siglo XVII, máxima expresión de la devoción popular por el Arcángel Rafael, custodio de la ciudad.

## Origen
La devoción por el arcángel se remonta al siglo XVII, a los años en que la ciudad sufre una fuerte epidemia de peste. Según la tradición, San Rafael se apareció en sueños al padre Andrés de las Roelas y para darle el mensaje de que él salvaría a Córdoba de la epidemia. Cuando la peste empieza a remitir, las apariciones del arcángel corren por la ciudad, siendo nombrado a partir de entonces Custodio eterno de Córdoba. Pocos años después, a finales del mismo siglo, comienzan a levantarse estos monumentos, financiados por particulares y corporaciones locales.

## Tipología
La estructura de estos monumentos suele ser simple: la imagen del arcángel, portando sus atributos -el pez y la calabaza- coronando una columna o un pilar elevado sobre pedestal, aunque en algunas ocasiones, como el Triunfo de San Rafael de la Puerta del Puente, construido por Michel Verdiguier, la arquitectura es mucho más elaborada. Solían cerrarse con rejas y adornados con faroles, que en muchas ocasiones eran el único punto de luz del lugar donde se alzaban.
El origen de esta tipología lo encontramos en el propio arte barroco: este movimiento, llamado de la Contrarreforma en su vertiente religiosa, incentivó la devoción a las distintas advocaciones católicas a través de las imágenes, en contraste con el rechazo a las mismas de la reforma luterana. Es ahí donde cobra sentido el triunfo, como una exaltación de la devoción cordobesa al arcángel.

## Listado de triunfos
Estos son los Triunfos de San Rafael que existen en la capital cordobesa:
| Ubicación                                                     | Año       | Autor | Imagen |
| ------------------------------------------------------------- | --------- | --- | ------ |
| Triunfo de San Rafael del Puente Romano                       | 1651      | Bernabé Gómez del Río |        |
| Triunfo de San Rafael de la Plaza de la Compañía              | 1736      | Juan Jiménez |        |
| Triunfo de San Rafael de la Glorieta del Conde de Guadalhorce | 1743      | Desconocido |        |
| Triunfo de San Rafael de Puerta Nueva                         | 1747      | Desconocido |        |
| Triunfo de San Rafael de la iglesia de la Paz                 | 1753      | Desconocido |        |
| Triunfo de San Rafael de la plaza de los Aguayos              | 1764      | Alonso Gómez de Sandoval |        |
| Triunfo de San Rafael de la Puerta del Puente                 | 1765-1781 | Miguel Verdiguier |        |
| Triunfo de San Rafael de la plaza del Potro                   | 1768      | Miguel Verdiguier |        |
| Triunfo de San Rafael de la fuente de Fuenseca                | 1808      | Desconocido |        |
| Triunfo de San Rafael del puente de San Rafael                | 1953      | Amadeo Ruiz Olmos |        |
| Triunfo de San Rafael de la calle Sebastián Cuevas            | 2014      | Escuela de Arte Dionisio Ortiz Ejecución: José Antonio Álvarez Unquiles, José Carlos Ballesteros Peña, Rafael Ángel Cabezas Muñoz, Luis Miguel De La Huerta Adame, Rafael Gata Blanco,Daniel Hurtado Ruiz-Gallegos, Juan Ramón Jiménez Escoz, Mª Ángeles Lara Ríos, Marta Esther longas Donoso, José Mª Montero Muñoz, Mª del Carmen Quesada Margarito, José Serrano de Toro, José Luis Tavares Zaiño, Luisa Gisela Yusti Ortega. Dirección: Rodolfo de Dios Alcalá, Concepción Losa Serrano, Pedro García Velasco. |        |